# Ридель, Рышард
Ры́шард Ге́нрик Ри́дель (пол. Ryszard Henryk Riedel; 7 сентября 1956, Хожув — 30 июля 1994, там же) — польский блюз-певец, вокалист ансамбля Dżem, автор текстов.
Членом ансамбля стал в 1973 году. Вместе выпустили несколько альбомов. Известен был не только талантом, но также вредными привычками, нелюдимым образом жизни, конфликтами с другими членами коллектива и менеджерами. Очень популярный при жизни, после смерти признаётся легендарным, одним из величайших польских вокалистов.
В 1977 году женился на Малгожате Поль, в браке родилось двое детей: в 1978 году сын Себастиан, в 1980 году дочь Каролина. Сын также является музыкантом, вокалистом блюз-коллектива Cree. Скончался в 1994 году. Причина смерти — сердечная недостаточность.

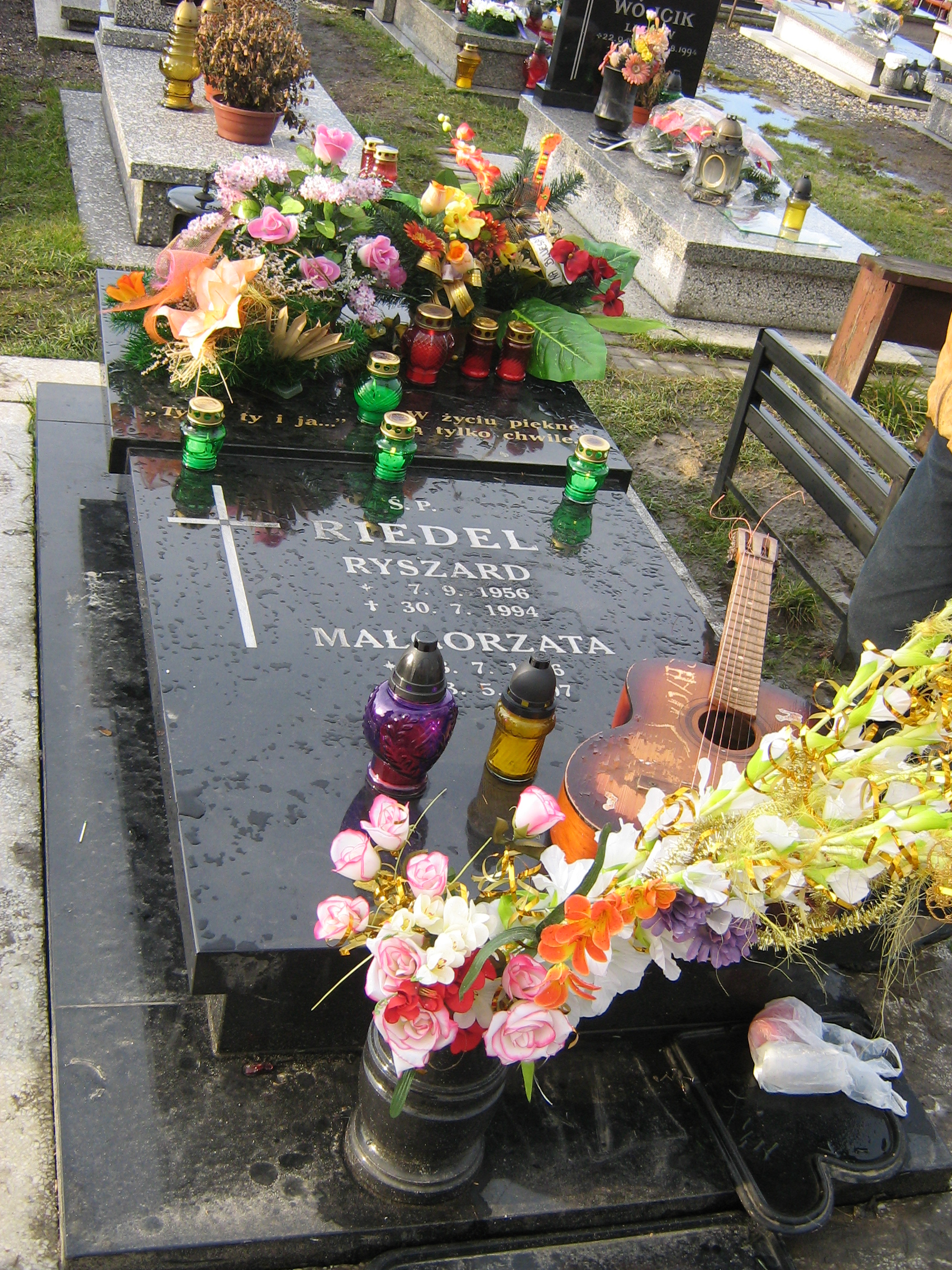
Могила Рышарда Риделя

О Рышарде Риделе написано несколько биографий. В 1994 году был снят первый документальный фильм о его жизни, потом в 2004 году — второй. В 2005 году снят художественный фильм «Skazany na bluesa» («Приговорённый к блюзу»). С 1999 года в городе Тыхы проходит ежегодный фестиваль его имени.